# Vision for Space Exploration

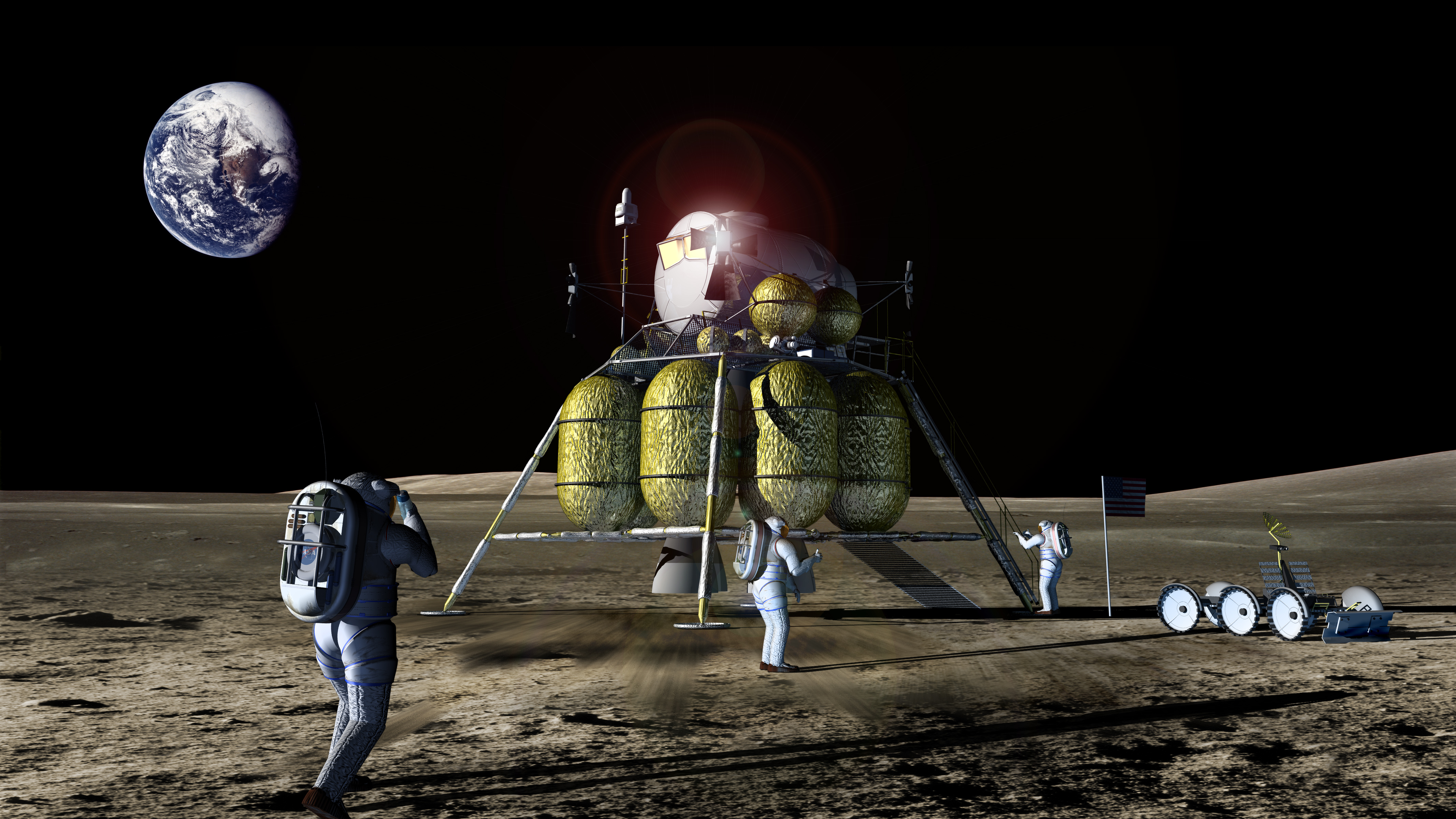
Vision for Space Exploration (2004?)

A Vision for Space Exploration (em português:  Visão para a Exploração do Espaço) é a política espacial dos Estados Unidos anunciada em 14 de janeiro de 2004 pelo então presidente norte-americano George W. Bush e que configurava uma resposta ao acidente do vaivém espacial Columbia, o estado do voo espacial humano na NASA, e uma forma de reacender o entusiasmo público pela exploração espacial.